# NGC 1936
NGC 1936 é uma nebulosa na direção da constelação de Dorado. O objeto foi descoberto pelo astrônomo James Dunlop em 1834, usando um telescópio refletor com abertura de 9 polegadas. 